# Oplatocera siamensis
Oplatocera siamensis là một loài bọ cánh cứng trong họ Cerambycidae.